# Groupe Casino

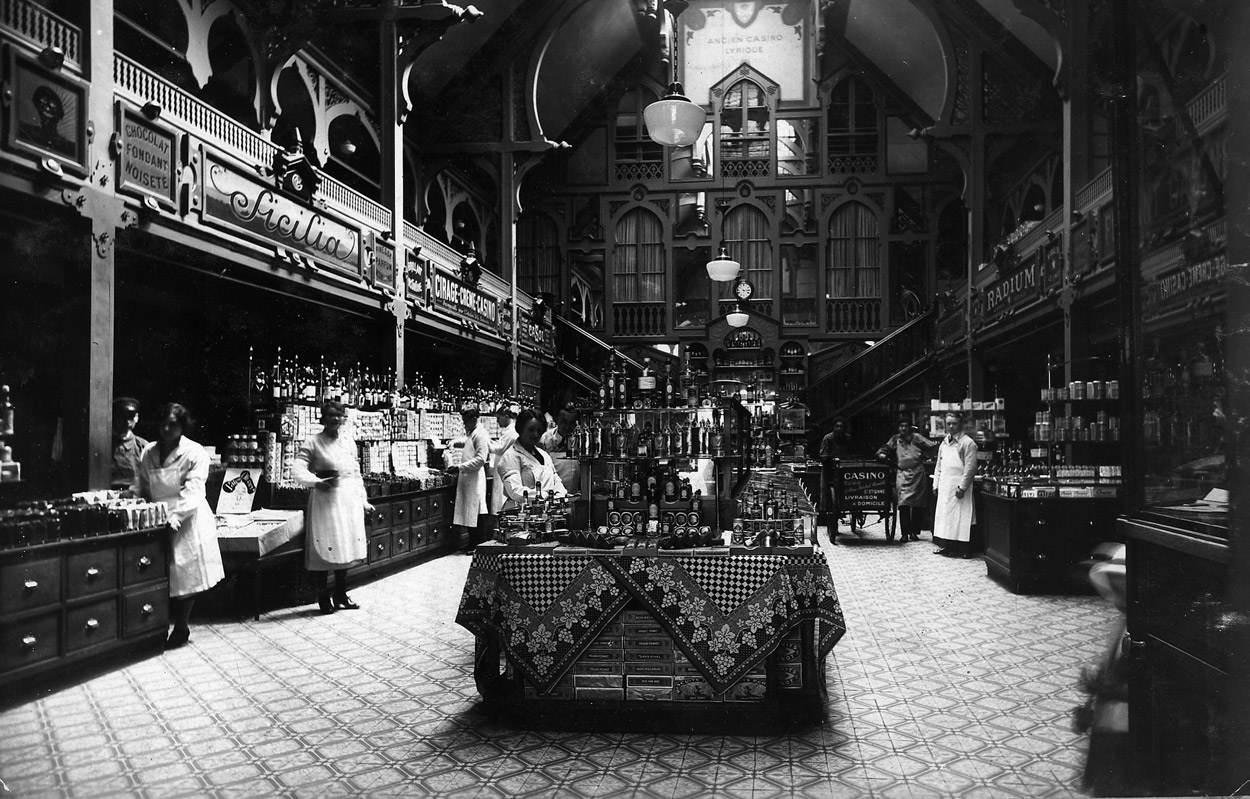
Das erste Geschäft im ehemaligen „Casino Lyrique“

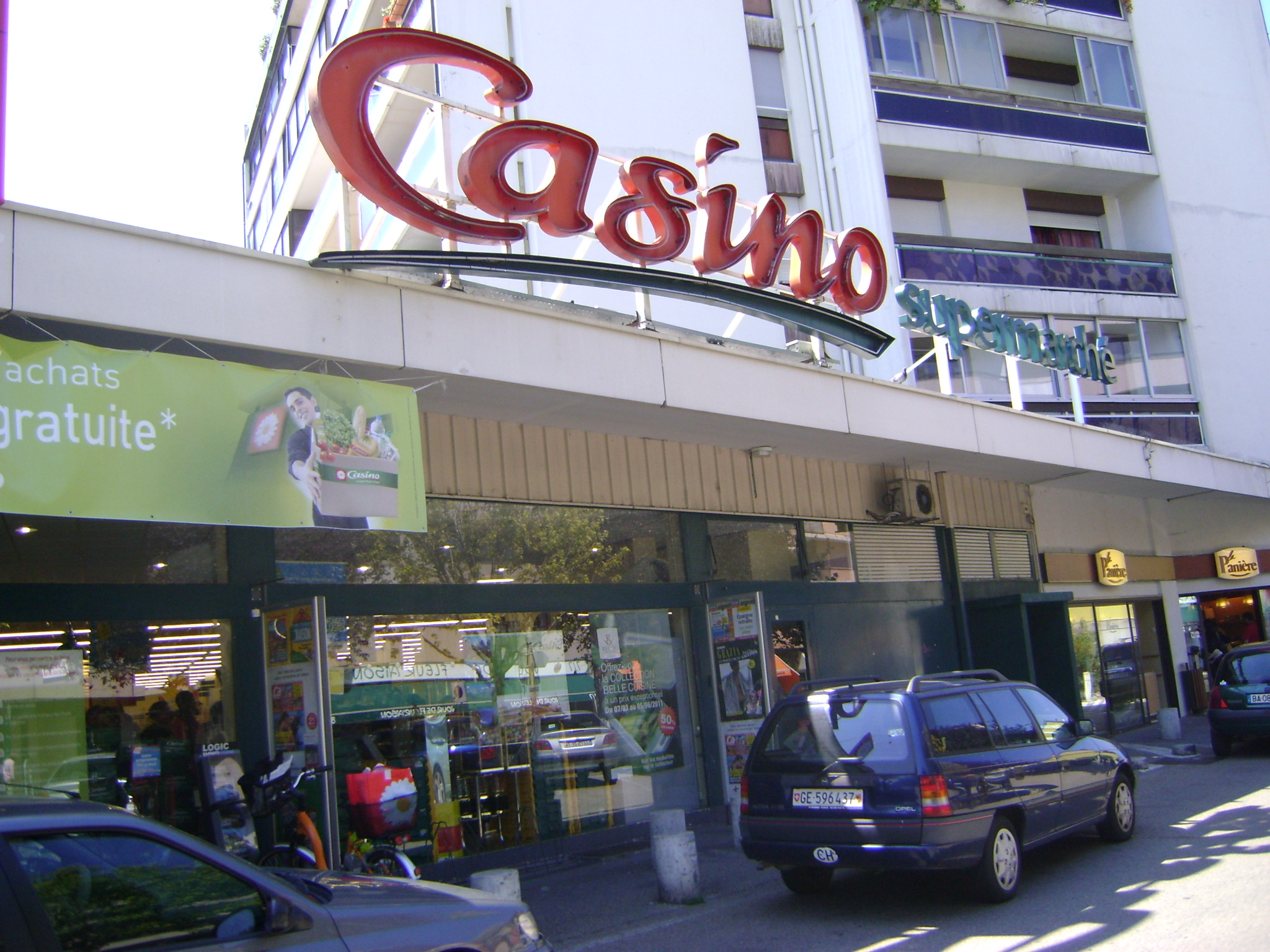
Die Eingangsfront eines Casino Supermaché

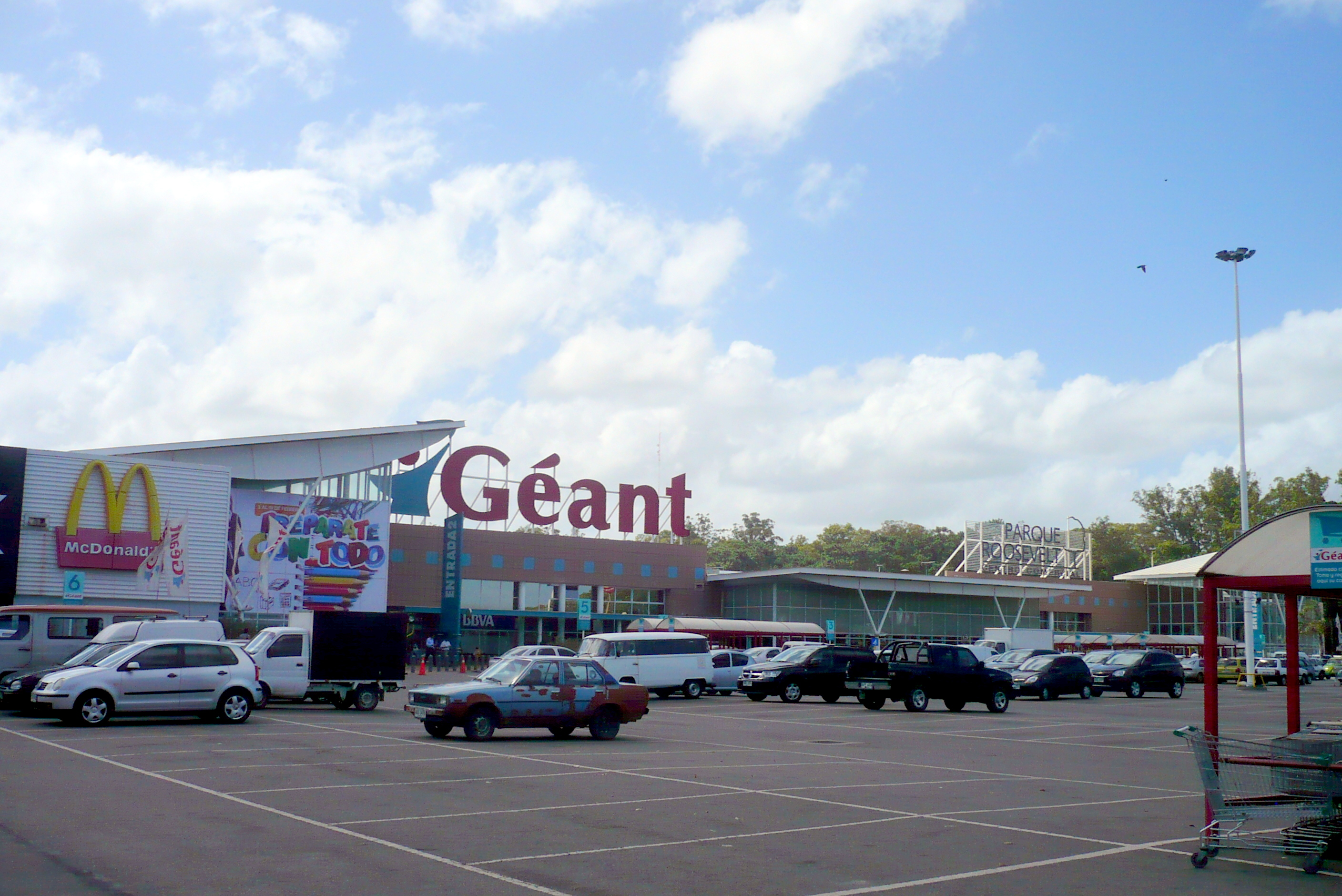
Die Eingangsfront eines Géant Hypermarché in Uruguay

Casino Guichard-Perrachon (auch kurz Casino Guichard oder Groupe Casino)  ist ein französisches börsennotiertes Einzelhandelsunternehmen mit Sitz in Saint-Étienne. Das Unternehmen wurde 1898 durch Geoffroy Guichard gegründet und konnte im Geschäftsjahr 2018 einen Umsatz von 36,6 Milliarden Euro ausweisen.

## Aktivitäten und Besitzverhältnisse
Casino Guichard betreibt weltweit über 12.200 Einzelhandelsläden, davon über 9.200 in Frankreich. Weitere Geschäfte befinden sich in Belgien, Afrika und zu großen Teilen in Südamerika. Die Handelskette Géant Casino ist eine Tochter von Casino Guichard. Weitere Marken sind Monoprix, Franprix, Leader Price – die Läden, nicht jedoch die Markenrechte, wurden 2020 zum Großteil an Aldi France (eine Tochter des deutschen Discounters Aldi Nord) verkauft, – Vival und Cdiscount. Der größte Einzelhändler Brasiliens, GPA, und Grupo Éxito in Kolumbien sind weitere Unternehmen der Groupe Casino; die französischen e-commerce-Aktivitäten (Cdiscount) werden über die börsennotierte Tochter Cnova realisiert. Das Unternehmen ist Bestandteil des französischen „CAC Mid 60“-Index. Mit 51,3 % wird die absolute Mehrheit der Unternehmensanteile von der Rallye Group gehalten.

## Geschichte

### Beginn der Geschäftstätigkeit (1867–1897)
Der Gründer Geoffroy Guichard wurde 1867 in Feurs als der Älteste von vier Geschwistern geboren. Seine Eltern betrieben in Saint-Étienne ein Einzelhandelsgeschäft, in dem Geoffroy oft aushalf. Nach einer kaufmännischen Lehre und der Heirat mit Antonia Perrachon übernahm er von seinem Schwager Paul Perrachon ein Geschäft im ehemaligen Casino Lyrique, dessen alleiniger Eigentümer er 1892 wurde. Die dortige Spielbank musste 1858 wegen Sittenwidrigkeit geschlossen werden, sodass die Räumlichkeiten ab 1860 für ein Ladengeschäft genutzt werden konnten. Nach der Übernahme durch Guichard zog dieser zusammen mit seiner Frau in eine Wohnung über dem Laden ein.

### Gründung und frühe Expansion (1898–1944)
Im April 1898 eröffnete Guichard sein zweites Geschäft in der Gemeinde Veauche. In diesem Jahr wird die Gesellschaft Guichard-Perrachon & Cie mit einem Stammkapital von einer Million Francs und 77 Anteilseignern offiziell gegründet. Durch eine starke Expansionspolitik konnte 1904 die hundertste Filiale eröffnet werden. Das starke Wachstum nach der Jahrhundertwende und die damit verbundenen logistischen Herausforderungen waren der Auslöser für den Bau von vier Regionallagern in Clermont-Ferrand, Roanne, Moulins und Grenoble bis 1910 um alle Zweigstellen mit Waren versorgen zu können. Diese Ausbreitung der Geschäftstätigkeit wurde mit dem Kriegsbeginn 1914 jäh unterbrochen, welcher eine Zeit der Mangelwirtschaft einläutet. Aufgrund fehlender Pferde und Motorwagen wurde die Versorgung der einzelnen Filialen immer problematischer, während gleichzeitig eine steigende Anzahl der Angestellten in den Wehrdienst einberufen wurde. Der Ansturm auf die Verkaufsgeschäfte nach der Mobilmachung wurde mit der Anweisung begegnet, die Preise nicht zu erhöhen und die Produkte auf möglichst viele Kunden zu verteilen.
Nach Kriegsende wurde ab 1920 in eigenen Fabriken bald eine Vielzahl eigener Lebensmittelprodukte hergestellt, die unter der Eigenmarke Produits Casino vertrieben wurden. Hierzu zählte beispielsweise Brot, von welchem täglich sieben Tonnen in Saint-Étienne produziert wurde, Schokolade, Senf oder Liköre. Eigene Labore sorgten für die Sicherstellung einheitlicher Qualitätsstandards der angebotenen Waren. Im Jahr 1923 wurde Geoffroy Guichard Direktor der Einzelhandelskette L’Épargne de Toulouse mit rund 300 Geschäften, die er 1925 übernahm. Auf der Hauptversammlung der Groupe Casino im Oktober 1929 – Casino hatte zu diesem Zeitpunkt bereits eine Belegschaft von 2000 Angestellten – gab Unternehmensgründer Guichard seinen Rückzug aus dem Unternehmen bekannt und legte die unternehmerische Verantwortung in die Hände seiner Kinder.

### Expansion im Nachkriegsfrankreich (1945–1991)
Nach einer Reise mehrerer Führungskräfte in die Vereinigten Staaten wurde 1948 erstmals das Selbstbedienungskonzept in vielen Märkten umgesetzt. Erst die Selbstbedienung ermöglichte ab den 1960er Jahren die Einrichtung größerer Supermärkte. Der erste Supermarché Casino mit über 700 m² Verkaufsfläche wurde im Mai 1960 in Grenoble eröffnet. Im Jahr 1961 war Casino Guichard der erste und einzige französische Einzelhändler, der seine eigenen Produkte mit einem Mindesthaltbarkeitsdatum kennzeichnete. Die Angabe von Mindesthaltbarkeitsdaten auf Lebensmitteln war zu dieser Zeit noch nicht reglementiert und wurde erst in den 1980er Jahren durch offizielle Verordnungen vorgeschrieben. Ebenfalls in den 1960er Jahren wurde die erste Cafétéria Casino eröffnet. Hierbei handelte es sich um eine Kette von Selbstbedienungs-Restaurants, deren erste Filiale 1967 in Saint-Étienne eröffnet wurde. Im März 1970 wurde bald darauf der erste Hypermarkt mit dem Namen Géant Casino in Marseille eingeweiht. Das Geschäft stellte zu dieser Zeit mit einer Grundfläche von 16.000 m² das größte SB-Warenhaus Frankreichs dar und stand am Beginn weiterer Markteröffnungen. In der zweiten Hälfte des 20. Jahrhunderts begann überdies die Hochkonjunktur der Fernsehwerbung. Die Groupe Casino ließ im Zuge der zunehmenden Reichweite über das Fernsehen Werbespots mit dem Komikerduo Roger Pierre und Jean-Marc Thibault ausstrahlen.

### Übernahmeangebote und eigene Unternehmenskäufe (1992–)
Im Jahre 1992 übernahm die Rallye Group 29 % des Anteils an Casino Guichard. Rallye ist ferner auch Eigentümer des Sportartikelhändlers Groupe Go Sport. Vier Jahre später wurde eine Kooperationsvereinbarung zwischen Casino und Monoprix, ehemals Tochter der Galeries Lafayette, geschlossen, die eine Zusammenarbeit auf dem Feld des Einkaufs und der Logistik vorsah. Die Übernahme der Einzelhandelskette Prisunic durch Monoprix 1997 wurde durch die Groupe Casino unterstützt, die in der Folge in den Besitz von 21,6 % der Anteile an Monoprix kam. Im selben Jahr übernahm Casino Guichard insgesamt fast 650 Standorte der Marken Franprix und Leader Price. Ein feindliches Übernahmeangebot auf die Groupe Casino durch den Einzelhändler Promodès 1997 konnte nur durch ein Gegenangebot seitens der Gründerfamilie, der Mitarbeiter der Unternehmensleitung und Jean-Charles Naouris, dem mehrheitlichen Eigentümer der Groupe Rallye, abgewehrt werden.
Die Groupe Rallye wurde daraufhin zum Mehrheitsaktionär der Groupe Casino. Die Marke Vival, die 1998 übernommen wurde, ist mit 1700 Läden bis heute meist in ländlicheren Gebieten zu finden. Mit einer 25 %-Beteiligung an der kolumbianischen Grupo Éxito gelang 1999 der Einstieg in den südamerikanischen Markt. Seit 2007 ist die Groupe Casino auch Mehrheitsaktionär der Grupo Éxito.
Die Rallye Group musste aufgrund ihrer hohen Verschuldung am 23. Mai 2019 unter einen sechsmonatigen Gläubigerschutz gestellt werden.
Im Jahr 2020 übernahm Aldi Nord 547 Filialen und drei Zentrallager der Groupe Casino. Der größte Teil der übernommenen Filialen wurde bis zum Kauf durch Aldi unter der Marke Leader Price geführt. Die zu diesem Zeitpunkt größte Akquisition der Aldi Nord-Unternehmensgeschichte besitzt ein Volumen von 717 Millionen Euro. Zum 30. September 2023 wurde die Übernahme von 58 der 61 in einer ersten Tranche gekauften Casino-Filialen durch Les Mousquetaires abgeschlossen. Von den 58 Märkten sollten 44 auf Intermarché und die restlichen 14 auf Netto umgeflaggt werden. Eine Wiedereröffnung der Standorte war um den 16. Oktober 2023 geplant. Die Géant-Casino-Filiale in Pontarlier sollte dabei als erste auf Intermarché umflaggen. Bis zum 5. Oktober 2024 wurden alle rund 300 in Frankreich befindlichen Super- und Hypermärkte, die unter den Namen Casino und Géant betrieben wurden, verkauft oder geschlossen. Ein Großteil der Märkte ging an Mitbewerber wie Les Mousquetaires, Auchan oder Carrefour.

## Vertriebslinien
Die Gruppe betreibt in mehreren Ländern unterschiedliche Vertriebslinien.
| Name                 | Logo | Beschreibung                                                        | Land                  |
| -------------------- | ---- | ------------------------------------------------------------------- | --------------------- |
| Bao                  |      | Cash & Carry                                                        | Kamerun               |
| Carulla              |      | Supermärkte und Convenience-Store                                   | Kolumbien             |
| Casino               |      | Supermärkte, verkauft oder geschlossen                              | Frankreich            |
| Casino #Hyper Frais  |      | Hypermärkte, verkauft oder geschlossen                              | Frankreich            |
| Casino Shop          |      | Convenience-Store                                                   | Frankreich            |
| Compre Bem           |      | Supermärkte                                                         | Brasilien             |
| Devoto               |      | Supermärkte und Convenience-Store                                   | Uruguay               |
| Disco                |      | Super- sowie Hypermärkte                                            | Uruguay               |
| Éxito                |      | Super- sowie Verbrauchermärkte und Convenience-Store                | Kolumbien             |
| Franprix             |      | Supermärkte                                                         | Frankreich            |
| Géant                |      | Hypermärkte                                                         | Uruguay               |
| Geánt Casino         |      | Hypermärkte, wurden zum Großteil auf Casino #Hyper Frais umgeflaggt | Frankreich            |
| Leader Price         |      | Discounter, Großteil an Aldi Nord verkauft und auf Aldi umgeflaggt  | Frankreich            |
| Le Petit Casino      |      | Convenience-Store                                                   | Frankreich            |
| Libertad             |      | Hypermärkte und Convenience-Store                                   | Argentinien           |
| Mercado Extra        |      | Supermärkte                                                         | Brasilien             |
| Mini Extra           |      | kleine Supermärkte                                                  | Brasilien             |
| Minuto Pão de Açúcar |      | kleine Supermärkte                                                  | Brasilien             |
| Monop'               |      | Supermärkte                                                         | Frankreich            |
| Monoprix             |      | Supermärkte                                                         | Frankreich, Luxemburg |
| Naturlia             |      | Biomärkte                                                           | Frankreich, Luxemburg |
| Pão de Açúcar        |      | Supermärkte                                                         | Brasilien             |
| Sherpa               |      | Supermärkte in Skigebieten                                          | Frankreich            |
| Spar                 |      | Supermärkte                                                         | Frankreich            |
| Super Inter          |      | Hypermärkte                                                         | Kolumbien             |
| Surtimax             |      | Soft-Discounter                                                     | Kolumbien             |
| Surtimayorista       |      | Cash & Carry                                                        | Kolumbien             |
| Vival                |      | Convenience-Store                                                   | Frankreich            |

## Trivia
Eine große Rolle in der sportlichen Geschichte der Stadt Saint-Étienne spielt der Fußballverein AS Saint-Étienne, der 1919 von Angestellten Casino Guichards gegründet wurde. Die  Heimspiele der Mannschaft werden im Stade Geoffroy-Guichard ausgetragen. Mit zehn gewonnenen Meisterschaftstiteln war der Verein bis 2022 alleiniger Rekordmeister Frankreichs.